# Église Notre-Dame de Carentan
Pour les articles homonymes, voir Église Notre-Dame.
L'église Notre-Dame de Carentan est un édifice catholique des XIIe – XIXe siècles, qui se dresse sur le territoire de l'ancienne commune française de Carentan, dans le département de la Manche, en région Normandie. L'édifice est classée au titre des monuments historiques.

## Localisation
L'église est située dans la commune déléguée de Carentan au sein de la commune nouvelle de Carentan-les-Marais, dans le département français de le Manche.

## Historique
L'église dédiée à Notre Dame est datée du XIIe siècle. C'est dans l'église de Carentan que Serlon, évêque de Sées, chassé de son diocèse, accueille le samedi Saint 8 avril 1106, le roi d'Angleterre Henri Ier Beauclerc, fraichement débarqué à Barfleur, venu s'emparer du trône ducal occupé par son frère aîné Robert Courteheuse, duc de Normandie.
L'église romane est ruinée par les Anglais, lors de la guerre de Cent Ans. En 1357, Louis d'Erquery, évêque de Coutances, afin de réparer les dommages causés par la guerre à l'église, obtient du pape Innocent VI des indulgences en échange des offrandes des paroissiens. L'édifice est reconstruit au XVe siècle, dans le style gothique flamboyant. La remise en chantier de l'église intervient dans les années 1420-1430, témoignage d'un début de redressement économique malgré l'occupation anglaise.
C'est à Guillaume de Cerisay, vicomte de Carentan, grand bailli de Cotentin de 1460 à 1462, connétable de Normandie et général des finances de Louis XI, que l'on doit la construction du chœur dans le dernier tiers du XVe siècle.

## Description

### Extérieur
L'église se présente à l'extérieur comme un édifice typique du XVe siècle ; seul le portail occidental datant du XIIe siècle et la croisée avec ses chapiteaux rappellent l'église romane. Ramassée et très compacte, sans transept débordant largement, elle est très caractéristique avec ses larges bas-côtés aussi élevés que la nef.
Le portail occidental, vestige de l'ancien édifice du XIIe siècle, est de style roman. Ce portail, dont la construction est contemporaine de celle du donjon du château, aujourd'hui détruit, est en tiers-point. Sa voussure médiane est orné de bâtons brisés formant des losanges. Les trois voussures retombent de chaque côté sur trois colonnettes. Les arrachements de maçonnerie l'encadrant correspondent à un porche détruit de nos jours. Chaque collatéral s'éclaire sur cette façade ouest par une fenêtre en forme de triangle curviligne au décor flamboyant.
Côté sud, les collatéraux, relativement élevés, avec des hautes fenêtres gothiques éclairant directement le vaisseau central, couronnés d'une balustrade ajourée, rythmés par des contreforts sont surmontés par des gables avec à leurs extrémités des anges musiciens. À la hauteur de la troisième travée, s'ouvre un porche.
Le transept, peu saillant, a à l'extrémité de son gable une statue de saint Michel, rappelant l'ancienne chapelle Saint-Michel du château.
À la croisée du transept s'élève un clocher gothique carré, de la fin du XVe siècle, avec ses faces percées de baies jumelées. Il est couronné d'une balustrade d'où s'élance une flèche en pierre, qui rappelle celle de l'église Saint-Pierre de Caen. Des gargouilles médiévales expressives et toutes différentes (joueurs de musette, de vielle, bouffon avec sa marotte et ses grelots…) sont disposées au niveau du chœur et du bas-côté nord, alors qu'il n'y en a aucune sur le bas-côté sud.
En 1517, on a adjoint à l'église une chapelle axiale, et au XIXe siècle on ajoute au nord une sacristie et une pièce faisant pendant au caveau.

### Intérieur
De l'époque romane, ont été conservées les bases des piliers de la nef et les piles de la croisée du transept, avec ses arcades au cintre surhaussé très mouluré, couronnés de chapiteaux à tailloirs au XVe siècle, comme des chapiteaux à godrons ou à figures fantasmatiques (un joueur de tambourin, un fabliau : après une dispute conjugale, la femme enfile les culottes de son mari en signe de triomphe, celui-ci est fort mécontent, deux anges musiciens (l'un souffle dans un cornet à bouquin, instrument de musique baroque), un homme avec un drapé, un fou et sa marotte, un âne broutant des chardons, un enfant juché sur un coq et un gnome. Le chœur à déambulatoire, financé par Guillaume de Cerisay, avec ses arcs-boutants est haut de deux niveaux, date des années 1466-1490.

## Protection
L'église est classée au titre des monuments historiques par liste de 1862.

## Mobilier
L'église abrite de nombreuses œuvres classées au titre objet dont un ensemble de quatorze verrières des XVe et XVIe siècles,, parmi lesquelles deux vitraux : l'un évoque la destruction de l'église vers 1443, et un autre la reconstruction de l'édifice à la fin du XVe siècle, ainsi qu'une charité de saint Martin,.
Le maître autel porte, des deux côtés, les armoiries d'Urbain VIII, pape de 1623 à 1644. Les stalles du chœur du XVIe siècle sont ornées d'intéressante miséricordes.
Dans une chapelle du déambulatoire, partie d'une peinture murale du XVe siècle peinte directement sur le mur. Elle représente un fond damassé qui était destiné à mettre en valeur deux statues, de nos jours disparues.
L'édifice abrite également une statue de Léon de Carentan portant sa tête, né à Carentan vers 856 et apôtre du Pays basque.

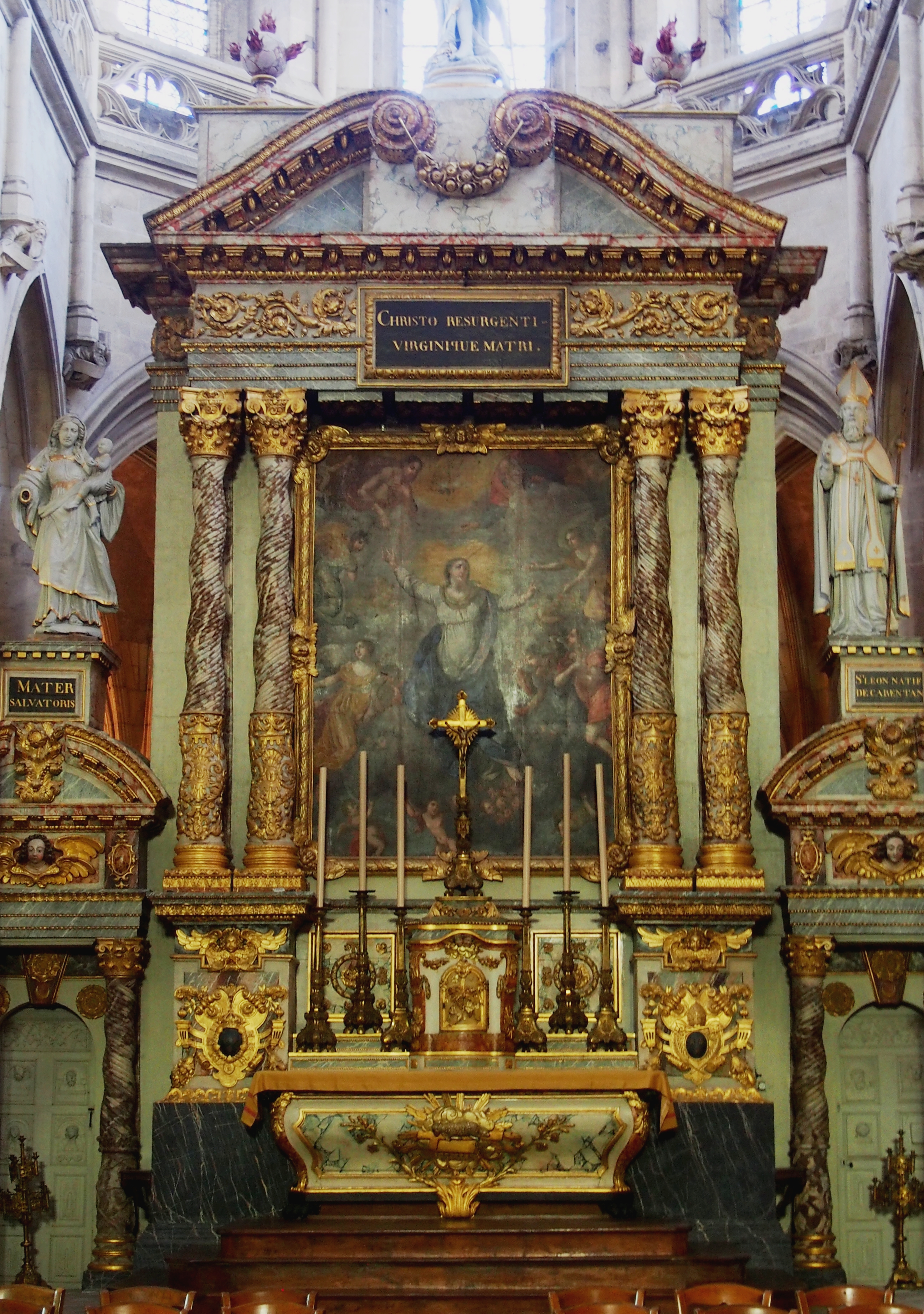
Le maître-autel.
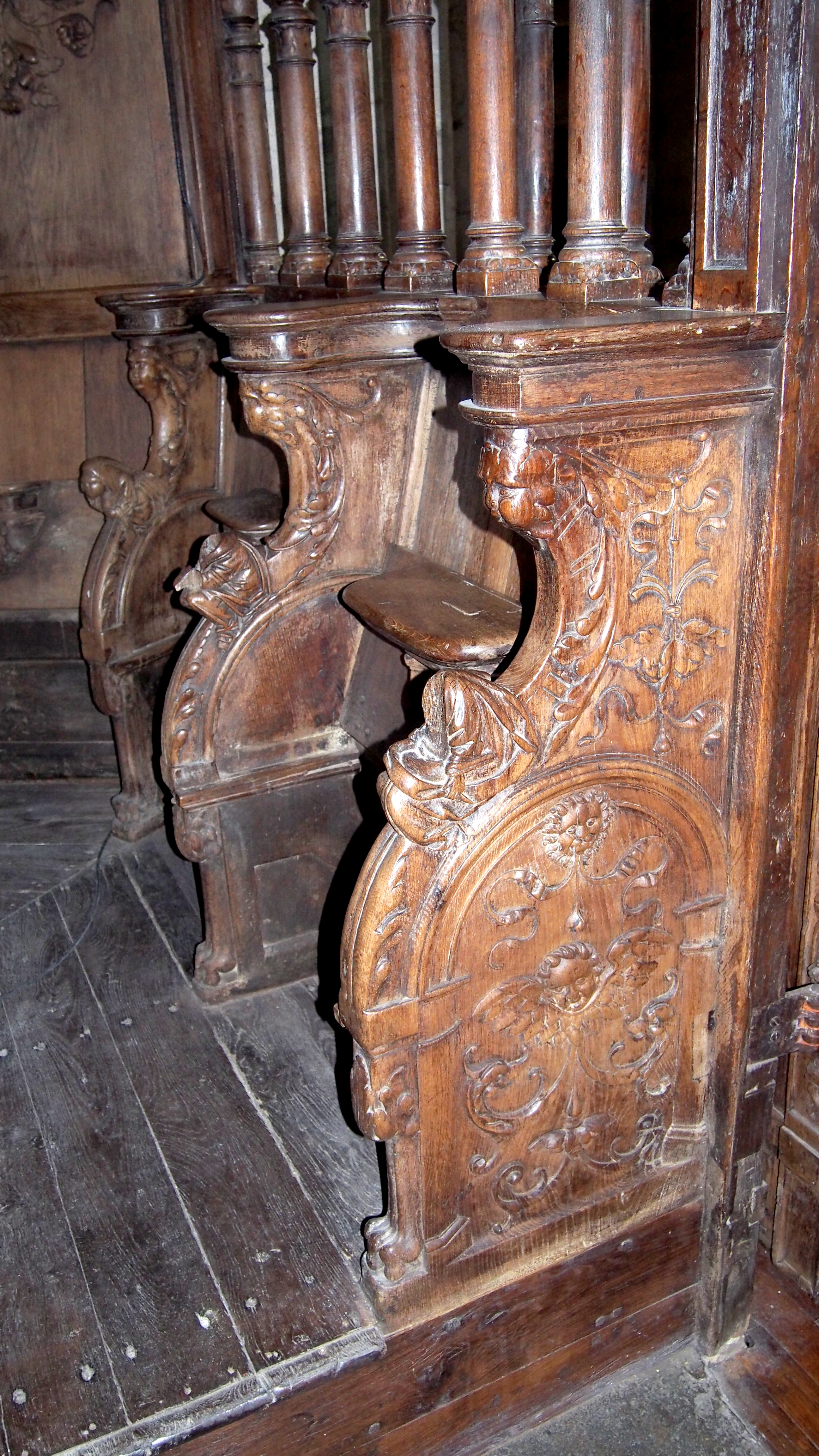
Les stalles.